# Semed-seret
Semed-seret ist die Bezeichnung eines altägyptischen Dekans, der nur einen Dekan-Stern beinhaltete.

## Altägyptische Astronomie
Semed-seret gehörte zum altägyptischen Sternbild Schaf, welches in vielen Särgen auf den Diagonalsternuhren und beispielsweise auch im Grab des Senenmut abgebildet ist. Der auffälligste Himmelskörper ist hierbei der optische Doppelstern Algiedi im Sternbild Steinbock. 
In den Dekanlisten der Sethos-Schrift repräsentierte Semed-seret am Leib der Nut den 18. Dekan. Der heliakische Aufgang war für den 26. Achet II angesetzt und hatte als Datierungsgrundlage die verfügte Anordnung unter Sesostris III. (12. Dynastie) in dessen siebtem Regierungsjahr. 
Aufgrund der Extinktion ist Semed-seret bis zu einer Horizonthöhe von 3,5° sichtbar. Der scheinbare Auf- oder Untergang erfolgt gegenüber dem tatsächlichen Auf- oder Untergang etwa 21 bis 24 Minuten später beziehungsweise früher.

## Koordinaten von Semed-seret (Äquinoktium 1850 v. Chr.)
- Rektaszension: 16h39m45s
- Deklination: −15°05'46"